# Gunjur Kuta
Gunjur Kuta (Schreibvarianten: Gunjur Koto und Gunjur) ist eine Ortschaft im westafrikanischen Staat Gambia.
Nach einer Berechnung für das Jahr 2013 leben dort etwa 1728 Einwohner, das Ergebnis der letzten veröffentlichten Volkszählung von 1993 betrug 1249.

## Geographie
Gunjur Kuta liegt am nördlichen Ufer des Gambia-Flusses in der Upper River Region, Distrikt Wuli. Der Ort liegt rund 4,9 Kilometer nördlich von Barrow Kunda in der Nähe der Grenze zu Senegal.